# Barrage de Çavdır
Le barrage de Çavdır est un barrage de Turquie. La rivière de Bayır (Bayır Çayı) est un sous-affluent du fleuve de Dalaman (Dalaman Çayı) qui se jette dans la mer Égée à côté de la ville de Dalaman.

## Sources
- (en) « Çavdır Barajı », sur Agence gouvernementale turque des travaux hydrauliques (DSİ)